# Pact met de duivel (roman)
Pact met de duivel is een spionageroman van auteur Gérard de Villiers en het 152e deel uit de S.A.S.-reeks met als protagonist de Oostenrijkse prins en freelance CIA-agent Malko Linge.

## Het verhaal
De moordaanslag op premier Zoran Đinđić van Servië brengt het land in de grootste crisis sinds het einde van het tijdperk Milošević. De aanslag brengt mogelijk de geplande onafhankelijkheid van de republiek Kosovo in gevaar.
De Verenigde Staten is voor een zelfstandig Kosovo terwijl de Verenigde Naties willen dat Kosovo deel blijft uitmaken van Servië.
De CIA geeft Malko de opdracht om de daders van de aanslag op te sporen. Malko legt contact met een populaire Servische zanger die beschikt over vele contacten in de Servische samenleving.
De opdracht van de CIA blijkt echter veel gevaarlijker dan een pakt met de duivel.

## Personages
- Malko Linge, Oostenrijkse prins en CIA-agent
- Mark Simpson, COS van het CIA-kantoor te Belgrado;
- Priscilla Clearwater, de secretaresse van Mark Simpson en oude bekende en minnares van Malko;
- Tatiana Jokic, tolk en journaliste;
- Tanja Petrovic, zangeres;
- Milorad Lukovic alias “Legija”, commandant van de Rode Beretten

## Waargebeurde feiten
De personages Milorad Lukovic en Tanja Petrovic in het fictieve verhaal zijn gebaseerd op de personen Željko Ražnatović alias “Arkan”, commandant van de paramilitaire groep Arkans Tijgers en Svetlana Ražnatović, een zeer succesvolle zangeres in de Balkan en getrouwd met Ražnatović totdat deze in 2001 werd vermoord.

## Stripverhaal
Dit deel is ook verschenen als stripverhaal bij uitgeverij Glénat onder de titel Het duivelspact (ISBN 978-9-06969-476-4).

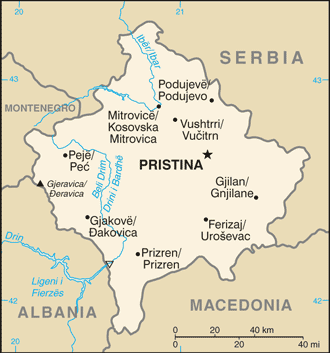
De ligging van de Republiek Kosovo in de Balkan.